# Herb McKenley
Herbert Henry "Herb" McKenley, né le 10 juillet 1922 à Pleasant Valley et mort le 26 novembre 2007, est un athlète jamaïcain spécialiste des épreuves de sprint ayant remporté une médaille d'or dans le relais 4 × 400 mètres aux Jeux olympiques de 1952. Il fut surnommé "Hurricane Herbert" (1).

## Carrière sportive
Herb McKenley, alors inscrit à l'université de l'Illinois, remporte le championnat NCAA du 220 yards (200 m) et du 440 yards (400 m) en 1946 et 1947. Il est également sacré champion de l'Amateur Athletic Union sur 440 yards (400 m) en 1945, 1947 et 1948. Par ailleurs, il réalise en 1947 les meilleurs temps mondiaux sur 100 m (10 s 3), 200 m (20 s 4) et 400 m (46 s 2), demeurant le seul athlète à avoir effectué cet exploit.
Peu avant les Jeux olympiques de 1948 à Londres, McKenley établit un nouveau record du monde du 440 yards en 46 s 0. À Londres, il est néanmoins battu en finale du 400 mètres par son coéquipier jamaïcain Arthur Wint, et termine quatrième du 200 mètres. L'année suivante, il termine troisième des trois épreuves de sprint (100 m, 200 m et 400 m) des Jeux panaméricains.
En 1952, il remporte trois médailles aux Jeux d'Helsinki : l'argent sur le 100 et le 400 mètres, l'or sur le relais 4 × 400 mètres avec un record du monde (3 min 3 s 09). 
Herb McKenley prend sa retraite sportive en 1953. Dès 1954, il devient entraîneur de l'équipe nationale jamaïcaine, poste qu'il conserve jusqu'en 1973. Il est également nommé président de l'Association jamaïcaine d'athlétisme amateur.
McKenley meurt le 26 novembre 2007 à l'hôpital universitaire des Antilles à la suite de complications d'une pneumonie.

## Palmarès

### Jeux olympiques d'été
- Jeux olympiques d'été de 1948 à Londres  Royaume-Uni:
  -  Médaille d'argent du 400 m
- Jeux olympiques d'été de 1952 à Helsinki  Finlande :
  -  Médaille d'or du relais 4 × 400 m
  -  Médaille d'argent du 100 m
  -  Médaille d'argent du 400 m

### Jeux panaméricains
- Jeux panaméricains de 1951 à Buenos Aires  Argentine :
  -  Médaille de bronze du 100 m
  -  Médaille de bronze du 200 m
  -  Médaille de bronze du 400 m

## Sources
- (1) Le dictionnaire de l'athlétisme par Robert Parienté : extrait dans le n°31 du 18 août 1971 de L'Equipe Athlétisme Magazine incluant une photographie du sprinter.

- (en) Cet article est partiellement ou en totalité issu de l’article de Wikipédia en anglais intitulé « Herb McKenley » (voir la liste des auteurs).